# Ligue des champions de l'OFC 2007
Navigation
Édition 2006 Édition 2007-2008
La Ligue des Champions de l'OFC 2007 s'est tenue du 21 janvier au 9 avril 2007 avec six clubs provenant de cinq pays : la Nouvelle-Zélande, la Nouvelle-Calédonie, Tahiti, les Îles Fidji et les Îles Salomon. La compétition a adopté un nouveau format par rapport à la Coupe des Champions d'Océanie; elle est étalée sur 6 mois (au lieu d'un an) afin de pouvoir démarrer l'édition suivante en juin 2007.
Les six clubs étaient répartis en deux groupes de trois pour les matches aller et retour. Les deux vainqueurs de groupe s'affrontent enfin dans une finale aller-retour les 21 et 28 avril 2007. Le gagnant remporte 1 million de dollars (1.41 million NZD) grâce à la qualification en Coupe du monde des clubs au Japon en décembre 2007.
Auckland City FC s'est qualifié comme tenant du titre de la Coupe des Champions d'Océanie. Les cinq autres équipes ont gagné leur place grâce à leur victoire dans leurs championnats locaux. À la suite du forfait de Port Vila Sharks du Vanuatu, l'OFC a attribué une seconde place à un club néo-zélandais : Waitakere United, premier après le premier tour du Championnat de Nouvelle-Zélande de football.

## Participants
- Auckland City FC - Champion de Nouvelle-Zélande 2005-2006
- Ba FC - Champion des Îles Fidji 2006
- AS Mont-Dore - Champion de Nouvelle-Calédonie 2005-2006
- AS Temanava - Vainqueur de la Coupe de Polynésie française 2006
- Marist FC - Champion des Îles Salomon 2006
- Port Vila Sharks - Représentant de Vanuatu - Forfait
  - Remplacé par Waitakere United - Premier de la phase régulière du championnat de Nouvelle-Zélande 2006-2007

## Phase de groupes

### Groupe A
| Rang | Équipe           | Pts | J | G | N | P | Bp | Bc | Diff |  | Résultats (▼ dom., ► ext.) |     |     |     |
| ---- | ---------------- | --- | - | - | - | - | -- | -- | ---- |  | -------------------------- | --- | --- | --- |
| 1    | Waitakere United | 8   | 4 | 2 | 2 | 0 | 13 | 5  | +8   |  | Waitakere United           |     | 2-2 | 6-1 |
| 2    | Auckland City FC | 8   | 4 | 2 | 2 | 0 | 10 | 4  | +6   |  | Auckland City FC           | 2-2 |     | 4-0 |
| 3    | AS Mont-Dore     | 0   | 4 | 0 | 0 | 4 | 1  | 15 | -14  |  | AS Mont-Dore               | 0-3 | 0-2 |     |

| Date       | Locaux           | Score | Visiteurs        |
| 21 janvier | AS Mont-Dore     | 0-2   | Auckland City FC |
| 24 janvier | Waitakere United | 2-2   | Auckland City FC |
| 20 février | Waitakere United | 6-1   | AS Mont-Dore     |
| 23 février | Auckland City FC | 4-0   | AS Mont-Dore     |
| 31 mars    | AS Mont-Dore     | 0-3   | Waitakere United |
| 4 avril    | Auckland City FC | 2-2   | Waitakere United |

### Groupe B
| Rang | Équipe      | Pts | J | G | N | P | Bp | Bc | Diff |  | Résultats (▼ dom., ► ext.) |     |     |     |
| ---- | ----------- | --- | - | - | - | - | -- | -- | ---- |  | -------------------------- | --- | --- | --- |
| 1    | Ba FC       | 10  | 4 | 3 | 1 | 0 | 7  | 3  | +4   |  | Ba FC                      |     | 1-0 | 3-2 |
| 2    | AS Temanava | 4   | 4 | 1 | 1 | 2 | 3  | 5  | -2   |  | AS Temanava                | 1-1 |     | 2-1 |
| 3    | Marist FC   | 3   | 4 | 1 | 0 | 3 | 5  | 7  | -2   |  | Marist FC                  | 0-2 | 2-0 |     |

| Date       | Locaux      | Score | Visiteurs   |
| 12 janvier | Ba FC       | 3-2   | Marist FC   |
| 4 janvier  | AS Temanava | 2-1   | Marist FC   |
| 19 février | Marist FC   | 0-2   | Ba FC       |
| 23 février | AS Temanava | 1-1   | Ba FC       |
| 19 mars    | Ba FC       | 1-0   | AS Temanava |
| 22 mars    | Marist FC   | 2-0   | AS Temanava |

## Finale
| Finale Aller  | Ba FC                                   | 2 – 1 | Waitakere United   | Govind Park, Ba,Fidji |                      |
| 21 avril 2007 | Ronald Chandra 7e · Josaia Bukalidi 74e |       | Commins Menapi 54e | Spectateurs : 10 000  | Spectateurs : 10 000 |
| 21 avril 2007 | (Rapport)                               |       |                    | Spectateurs : 10 000  | Spectateurs : 10 000 |

| Finale Retour | Waitakere United | 1 – 0 | Ba FC | Mount Smart Stadium, Auckland, Nouvelle-Zélande |                     |
| 29 avril 2007 | Allan Pearce 55e |       |       | Spectateurs : 9 000                             | Spectateurs : 9 000 |
| 29 avril 2007 | (Rapport)        |       |       | Spectateurs : 9 000                             | Spectateurs : 9 000 |

### Vainqueur
| Ligue des Champions 2007 Waitakere United Premier titre |